# L'anima del filosofo
L'anima del filosofo, ossia, Orfeo ed Euridice (título original en italiano; en español, El alma del filósofo, o sea, Orfeo y Eurídice) es una ópera en cuatro actos con música de Joseph Haydn, y libreto de Carlo Francesco Badini, basado en el mito de Orfeo y Eurídice de Las metamorfosis de Ovidio. 
Compuesta en el año 1791, la ópera nunca se representó en vida de Haydn. Se estrenó en el Teatro della Pergola de Florencia el 9 de junio de 1951.
Es una versión más del famoso mito de Orfeo y Eurídice, también musicado por Monteverdi y Gluck. La composición es de 1791, año de la muerte de Mozart. La estética neoclásica se ve en retirada y evidencia uno de sus últimos cantos de cisne. La fe en la belleza encarnada en el tema noble, adquiere otra dimensión de tragedia.
Esta obra rara vez se representa en la actualidad; en las estadísticas de Operabase aparece con sólo 8 representaciones en el período 2005-2010.

## Contexto histórico - artístico.
“L’anima del filosofo” fue compuesta  a la misma vez que “la Flauta Mágica” en 1791, sin embargo estas dos obras maestras son radicalmente diferentes y han corrido muy distinta suerte, mientras el Singspiel de Mozart se fue imponiendo en el repertorio operístico poco tiempo después de su estreno en Viena, la ópera de Haydn fue prohibida antes de su estreno y no será resucitada hasta 1951 en Florencia, o sea 160 años después. 

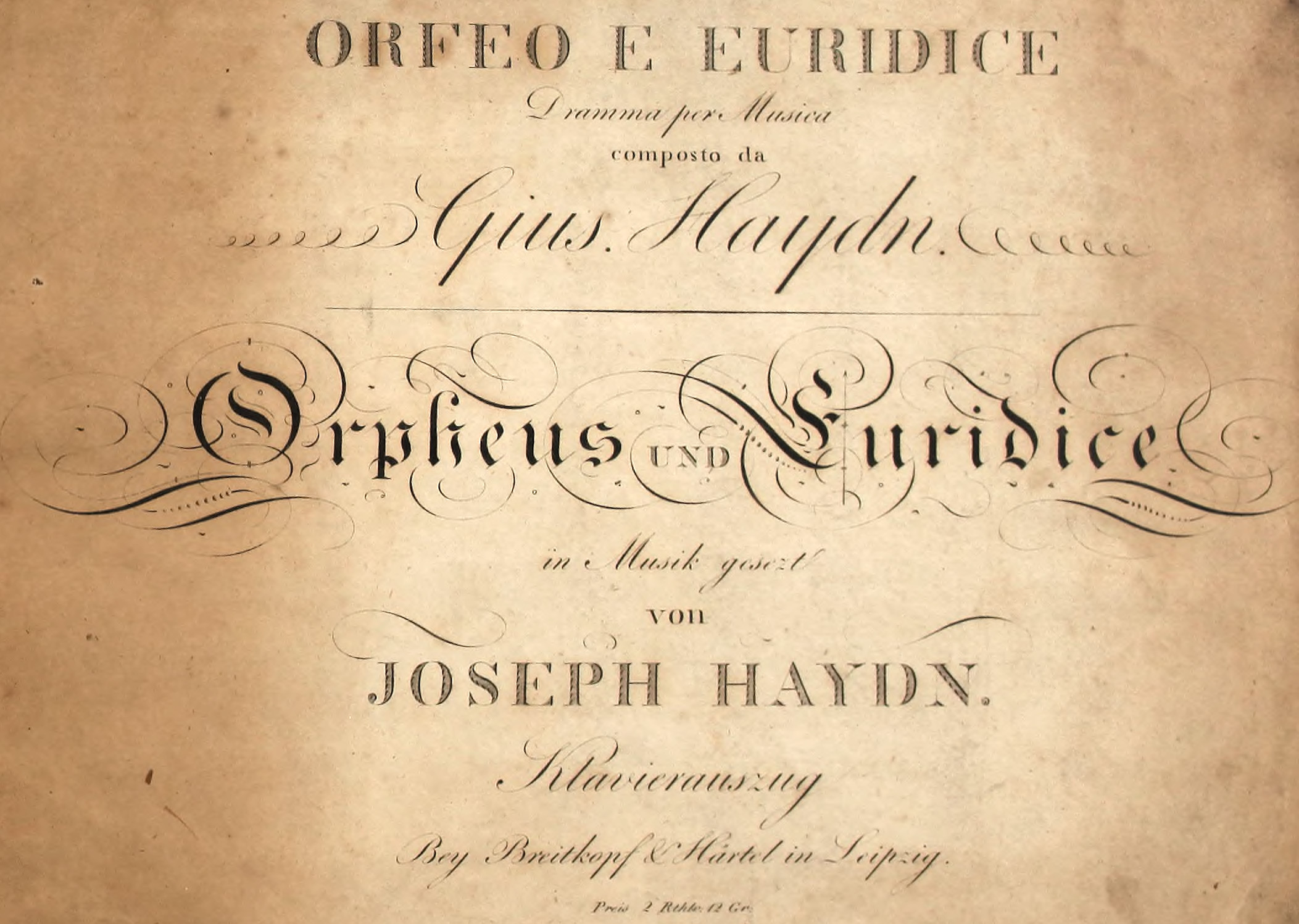
Partitura de "Orfeo y Eurídice" de Haydn, 1791.

Las óperas de Haydn cubren todos los períodos compositivos del autor, desde sus comienzos en los años 50 hasta el período de Londres y sus grandes sinfonías. Esta es su ópera “Londres” y la de mayor plantilla orquestal que tuvo a su alcance: Flautas, oboes, cornos ingleses, clarinetes, fagots, trompas, trompetas, trombones, arpa, timbales, coro mixto y cuerdas. 
Esta enorme orquesta va acorde a la trascendencia de esta obra, que rompió los clichés de la época con su trágico final, su lenguaje sinfónico que lo invade todo, la importancia de la orquesta en sí y su novedoso rol anticipador de la acción y el texto a través de sus accompagnati en estilo "parlato" con desarrollo temático, marca de la "firma Haydn" (el embrión del leit-motiv), el papel protagonista del coro a la manera de las tragedias griegas (Un personaje más que interviene constantemente en la trama, ya sea mixto, masculino o femenino, según el contexto de la escena) que le da aspecto de oratorio, la alternancia de los solistas con el coro, la enorme dificultad vocal de sus arias, y la complejidad del simbolismo patente desde el comienzo hasta el final de la obra (tonalidades, número de personajes, elementos del texto, combinaciones instrumentales, alusiones al creador, al sagrado velo, a la filosofía). Todos estos elementos convierten a "L'anima del filosofo” en una obra única en su género. 

Almas errantes

Es una ópera enigmática en la que los personajes representan algo más que una historia humana o mitológica, detrás se esconde un mensaje críptico, una conclusión filosófica, la cual debió ser muy importante para el compositor. Este misterio no solo envuelve a esta obra, es un sello de la manera de hacer de Haydn, que siempre nos propone un enigma, un acertijo, una revelación. Es el misterio que envuelve a otras obras míticas como la Sinfonía 103, el Andante con Variaciones en Fa menor Hob. XVII:6, los cuartetos op. 20 (cuartetos “del Sol” nombre enigmático) y op.76, por poner los ejemplos más evidentes. Hay unos códigos simbólicos que se nos escapan o a los que accedemos después de una concienzuda investigación.
Esta ópera es una singularidad y, sin duda, la más personal y subjetiva del autor. Desde el comienzo se percibe el metalenguaje de la música, con un coro que lo observa todo, a la manera de una deidad omnipresente. Hay 3 personajes principales (atención al número 3), al margen de ellos aparecen súbitamente un Genio o Deidad superior benefactora, pero también Plutón, Dios de los Infiernos; tenemos pues la eterna dualidad en un plano y los mortales en otro muy distinto. Queda por dilucidar la posible influencia masónica sobre esta obra, cosa que sí resulta evidente en “La Flauta Mágica”. A este respecto se sabe que en 1785 Haydn fue aceptado como miembro de la Logia “La Verdadera Concordia”, apadrinado por Mozart, pero pronto dejó de asistir a las reuniones de ésta y fue suspendido durante un tiempo de sus obligaciones con la Logia. Las ideas y postulados de esta logia posiblemente le pudieron resultar contrarios a ciertos valores que para él eran fundamentales.
Como ya se dijo, esta Logia seguramente no caló hondo en la poderosa mente de Haydn, no obstante el mito griego sí tiene una conexión con enseñanzas masónicas, pues los masones no solo bebían de la mitología egipcia, también lo hacían de la griega (Hermes trimegisto, Prometeo, Orfeo, etc.).
Que la masonería haya ejercido influencia en esta obra no está claro, lo que sí parece más claro es la figura de un Creador que se oculta tras un velo sagrado, es un Dios que da entera libertad al hombre y, a su vez, esta libertad supone una responsabilidad y un compromiso. Tal vez esta sea la clave o la moraleja de esta obra: el incumplimiento de los compromisos acarrea unas consecuencias; No es un castigo, es la opción libre del individuo que decide en un momento dado romper con su palabra y tomar conscientemente el camino equivocado: Prometer a Eurídice su amor y su protección y acto seguido abandonarla en medio de un paraje selvático trae como consecuencia la muerte de ésta, tras la picadura de una serpiente; volver el rostro para mirar a su amada antes de la salida del Hades, sabiendo que era condición inequívoca no hacerlo, trae como consecuencia perderla para siempre; Por último Orfeo opta por la autodestrucción, ingiriendo el veneno que le ofrecen las perversas y vengativas  bacantes. Esta conclusión nos trae inmediatamente a la mente la muerte de Sócrates, el “filósofo” por antonomasia, quien eligió la muerte por cicuta antes que vivir renegando de sí mismo.
Esta ópera participa del nuevo estilo sinfónico del autor austríaco con esa vocación universalista que le caracteriza, estilo inaugurado en esta etapa londinense en el que las obras se proyectan hacia el público, al que hace partícipe de sus mensajes y sus enigmas. Por su estructura la obra está a medio camino entre la ópera y el oratorio.

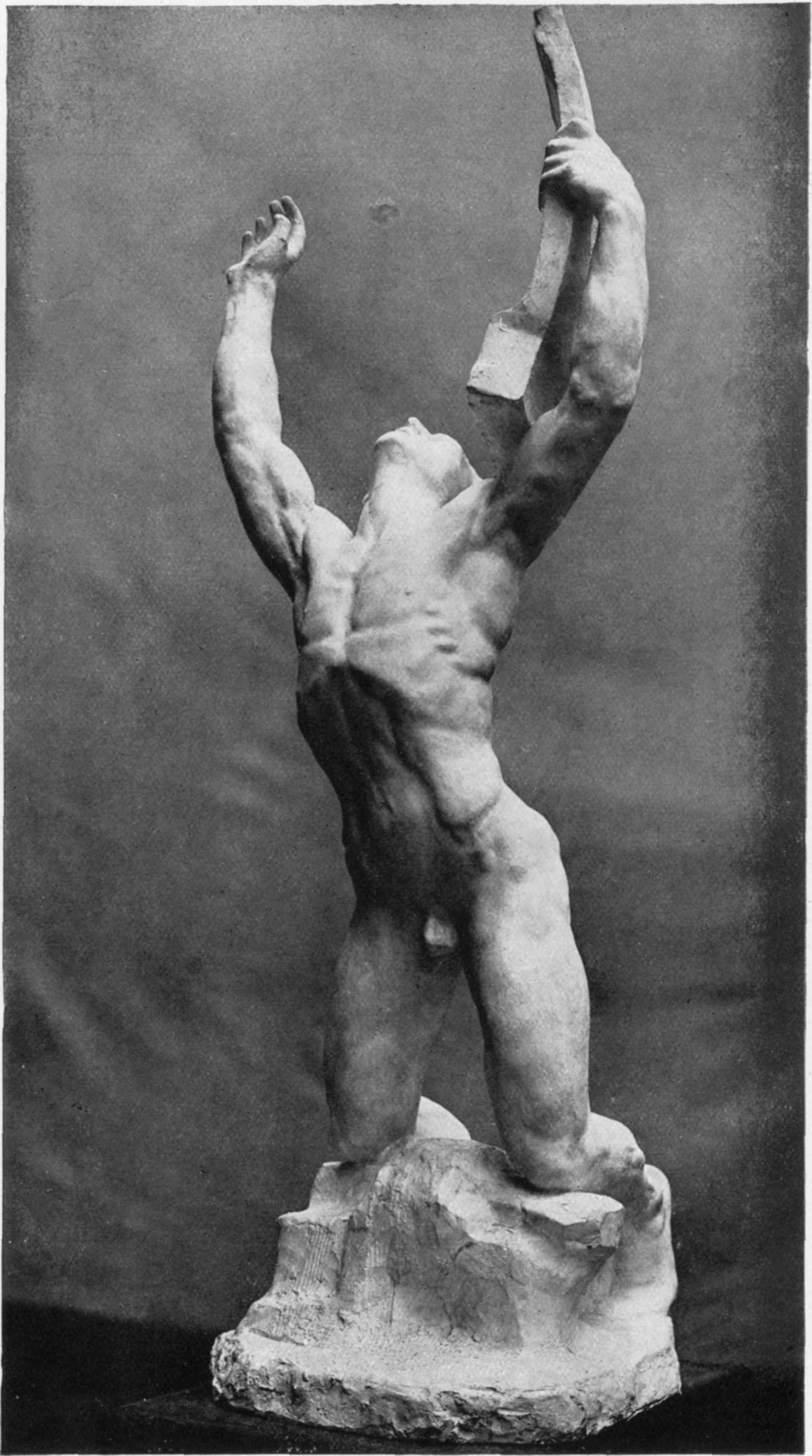
Orpheus, statua de Bohumil Kafka

La muerte de Orfeo en esta obra es una gran cuestión filosófica que Haydn nos sirve en toda su magnitud, es el oyente el que tiene que extraer sus propias conclusiones. El mensaje de Haydn con esta obra es claro y universal: el amor es el motor de la vida, renegar de él solo trae la destrucción. La copa del placer (con el néctar del amor) de la que beben los dos amantes al comienzo del 2º acto pasa a ser en la última escena de la ópera la copa del veneno mortal que acaba con la vida y las esperanzas de Orfeo, para quien la vida, sin el amor de Eurídice, ya no tiene sentido. Con este final trágico el autor abre una nueva puerta, la que nos conduce de lleno al Romanticismo y su cosmovisión crítica y pesimista.

## La música
1er Acto.

Hades

La Obertura sigue el modelo de los primeros movimientos de las sinfonías de madurez con introducción lenta, si bien su estructura y tonalidad (introducción lenta en Do menor y un movimiento rápido en modo mayor) también recuerda la Obertura de su oratorio “Il ritorno di Tobia”, lo que avalaría la tesis de pertenencia a un nuevo género híbrido: ópera con formato de oratorio. El Largo introductorio es una trágica premonición del desenlace final. El Presto que le sigue es bitemático: el tema A parece corresponder a Orfeo, es igual que el tema B de la gran aria de Orfeo en Fa menor del 2º acto. En cuanto al B, parece hacer referencia a Euridice, con sus grupetos encadenados, semejantes a los del primer accompagnato de la protagonista femenina. La música es de marcado carácter sinfónico, de gran sonoridad y refinados contrastes. El desarrollo es conciso y dramático, la reexposición es abreviada con acentos heroicos.
La 1ª escena tiene como protagonista a Eurídice, es compleja y se divide en 4 partes: accompagnato - coro (masculino) - accompagnato y aria.     

Eurídice asediada por seres monstruosos

El número inicial es otro de los magistrales accompagnati haydnianos que describe todo el proceso psicológico por el que pasa Eurídice al verse perdida en un paraje boscoso lleno de peligros, Está escrito en la tonalidad simbólica de Mi b mayor que nos recuerda el bosque encantado del 3º acto de Armida. Está lleno de intrincadas modulaciones que alternan con siniestros unísonos a cargo de las cuerdas. Desemboca abruptamente en el potente Coro en Do menor “Ferma il piede principessa” a cargo de las voces masculinas que alternan con la soprano solista, creando una gran escena dramática. Acaba en pianissimo, generando una sensación de alejamiento progresivo muy original.
Otro enérgico accompagnato enlaza con la gran aria de Eurídice “Filomena abbandonata”, que contrasta una primera parte en Fa mayor de gran lirismo cercana al futuro estilo del “bel canto” con una segunda parte que comienza sorprendentemente en la dominante Do mayor, de carácter enérgico, impetuoso y de enorme dificultad vocal.
Un recitativo “secco” da paso a la 1ª escena de Orfeo, quien se presenta con el maravilloso accompagnato “Rendete a questo seno” a cargo del arpa (el instrumento de Orfeo) con las cuerdas en pizzicato que crea un efecto hipnótico. Enlaza con su gran aria “Cara speme” en Si b mayor, de forma bipartita, al igual que la anterior de Euridice. Comienza en tempo “Largo assai” con una nota sostenida (el fa dominante) de gran originalidad que evoluciona hacia una frase de carácter recitativo, tras una cadencia comienza el tema del aria, una hermosa melodía también cercana al “bel canto”. La segunda parte, rápida, arranca sorprendentemente en la subdominante Mi b mayor y contiene agilidades extremadamente difíciles.
La aparición de Creonte, padre de Eurídice, viene precedida de un “recitativo secco” y del Coro masculino “O poter dell’armonia” en Do mayor, de carácter jubiloso que alaba el poder de la música (hay una versión de la época con trompetas y timbales). Un breve “recitativo secco” da paso a la bella aria de Creonte en Mi mayor “Il pensier sta negli oggetti”, hay una cierta afinidad musical y espiritual entre el personaje de Creonte y el de Sarastro de “La Flauta Mágica”, como ya se dijo, ambas obras se compusieron simultáneamente.
Un último recitativo conecta con el magnífico duetto de Orfeo y Eurídice “Come il foco allo splendore” en Sol mayor. Está estructurado en 3 partes, Adagio, Allegro y Molto Vivace. El adagio es de gran lirismo, el Allegro comienza en Re mayor (dominante de sol), es apasionado y con pasajes de dificultad endiablada. Por último el Molto Vivace es la conclusión jubilosa de esta gran pieza de conjunto.
2º Acto.
Este acto 2º está diseñado a base de contrastes extremos para producir un mayor efecto dramático. Tal y como indica el propio autor, la ópera tiene previstas grandes y súbitas  transformaciones y este acto es un grandioso ejemplo de esta técnica, de la mano del mayor maestro de los contrastes. Nos encontraremos en este acto momentos de felicidad absoluta a los que suceden los más dramáticos y desgarradores pasajes imaginables.

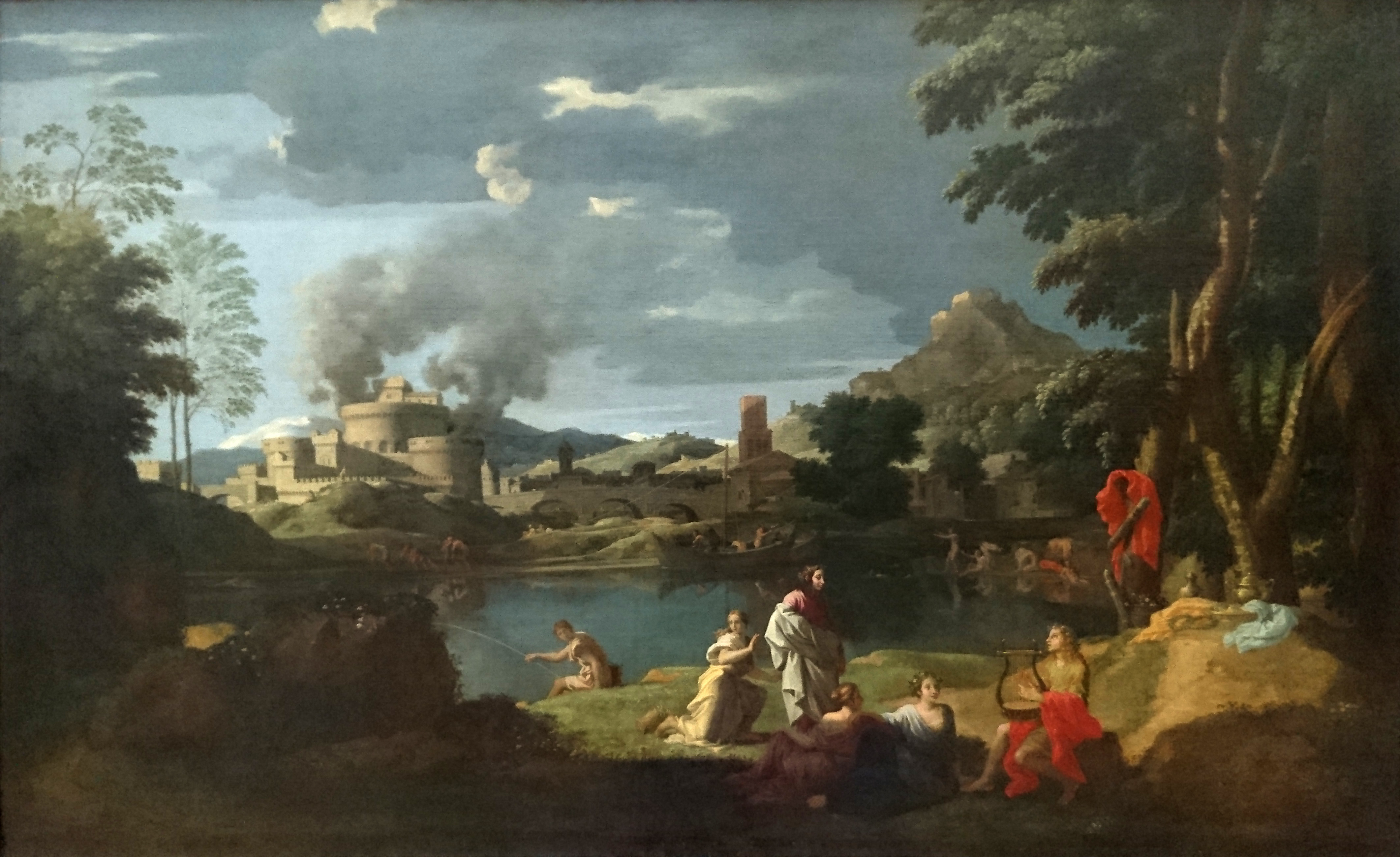
Paysage avec Orphée et Eurydice – Nicolas Poussin.

El Coro de cupidos “Finché circola il vigore” en La mayor, con el que comienza el acto II es una variante del Coro final del 3º Acto de “Orlando Paladino”, una pieza con una melodía contagiosa que aquí adquiere un tinte de clasicismo apolíneo, más alejado de su aire folclórico original. Le sigue un “recitativo secco” en el que los amantes se declaran su amor. Tras este episodio reaparece el Coro de cupidos, en este caso alternando con los dos solistas en un acertado diseño compositivo.. Hacia el final del número la música queda en suspenso sobre una acorde de 7ª de dominante cuando, en un gran golpe de efecto, se convierte por enarmonía en la dominante del nuevo y convulso accompagnato en Sib mayor “Numi, che ascolto!” en tempo Vivace, que irrumpe con toda su fuerza (hay otra versión con trompetas y timbales de la época que resalta el carácter dramático). En este momento clave de la ópera Orfeo abandona a Eurídice para investigar de dónde viene el estrépito, oportunidad que aprovecha un servidor de Arideo para intentar raptarla y llevarla con este último, al que Creonte prometió la mano de su hija. Una serpiente paraliza la escena al inocular su veneno en el pié de Eurídice. 
El accompagnato “dov’è, dov’è l’amato bene” y el aria “Del mio core il voto estremo” forman una escena antológica, Haydn con una intuición magistral describe el efecto penetrante del veneno en las venas de la protagonista con interesantes modulaciones y motivos casi visuales; las dificultosas respiraciones de Eurídice son dibujadas por los violines de manera realista y poética a la vez. La sublime aria en Mi b mayor que le sigue es una serena y conmovedora aceptación de la muerte. En la sección central del aria aflora el dramatismo (que hasta ahora había permanecido contenido) y desborda por momentos esta pieza incomparable en su sencillez y en su belleza única. El emotivo solo del corno inglés, que dibuja los últimos suspiros de la joven, da por finalizada esta aria.

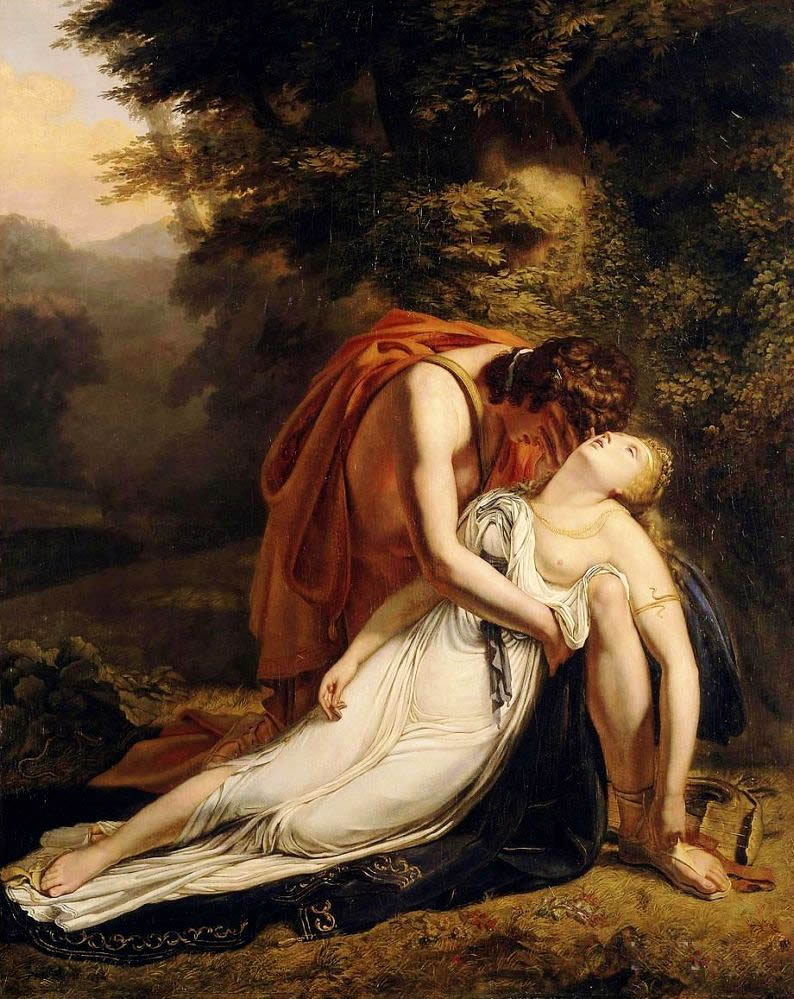
Orfeo de luto por la muerte de Eurídice, Ary Scheffer (1814)

“Dov’è quell alma audace” es el magnífico accompagnato de Orfeo que regresa y encuentra a su esposa tendida en el suelo. Es la música, en mayor grado que las palabras, la que describe el dramático proceso interno por el que atraviesa Orfeo por la tragedia que se presenta ante sus ojos. Los bruscos cambios de tonalidad que golpean el desarrollo de la música se corresponden con la secuencia de hechos, la llegada angustiosa, el descubrimiento del cadáver y el arrebato de ira posterior. La segunda parte del accompagnato la protagoniza un hermoso solo de oboe, a modo de himno en emotivo homenaje a su esposa. La música describe al milímetro las luctuosas palabras del desconsolado esposo. De nuevo la orquesta haydniana se convierte en protagonista absoluta del drama.
El “Allegro con spirito” en Fa menor (tonalidad de la muerte) del aria “in un mar d’acerbe pene” irrumpe dramáticamente, llenando la escena de pasión y de profunda tristeza. Esta famosa aria es otro hito musical; la orquesta y el solista se funden en una arrebato de desesperación, se suceden momentos convulsos en los que la orquesta lucha contra las desafiantes melodías de Orfeo. Es la descripción de una tormenta, la del interior del alma de Orfeo que atisba su propio final trágico. El texto es altamente poético y profundo, por ello no nos debe extrañar que haya inspirado una de las páginas maestras del género lírico.

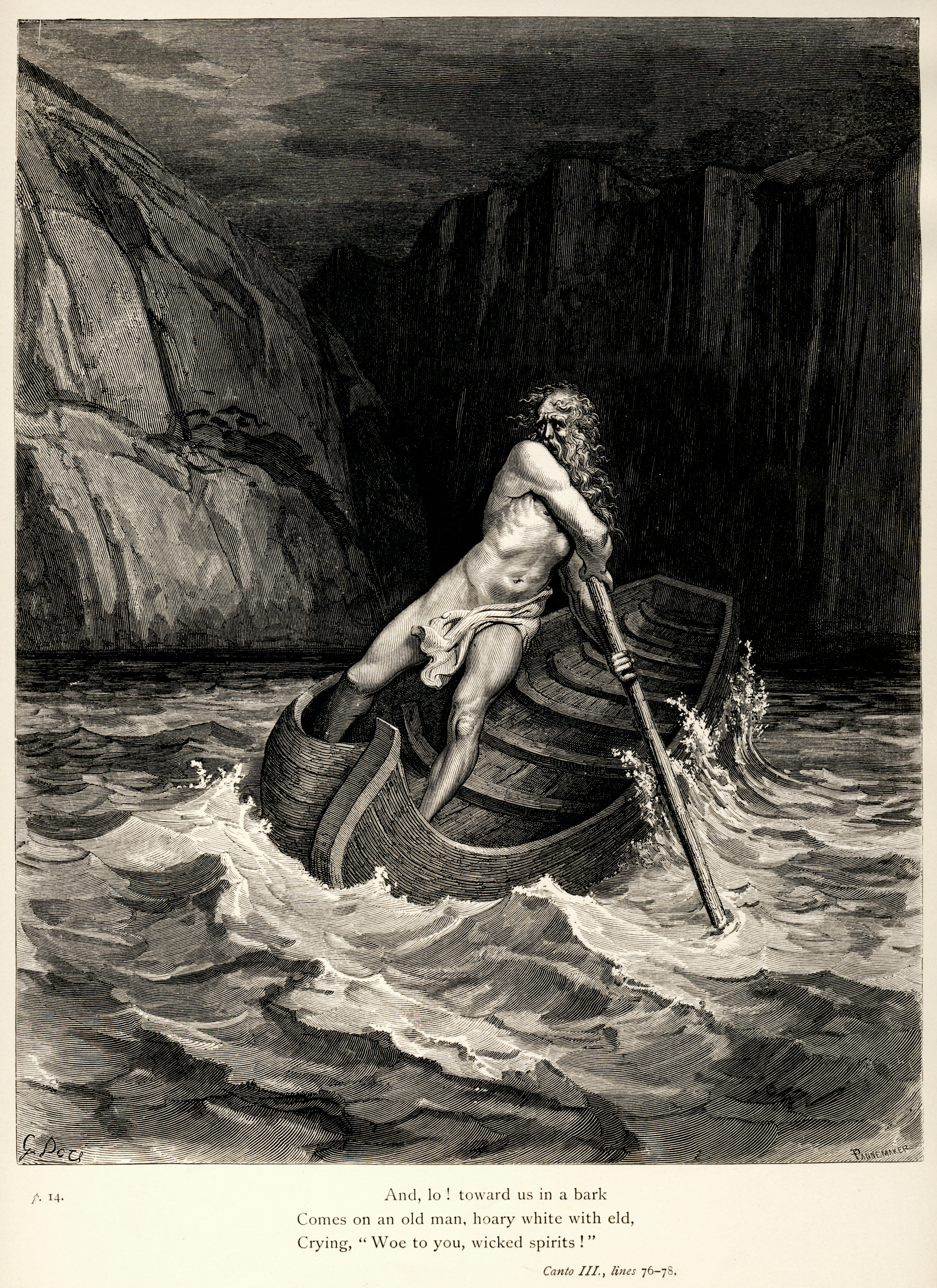
Caronte, según grabado de G. Doré

En el recitativo siguiente Creonte es informado de la muerte de su hija, paulatinamente va montando en cólera y termina invocando a un ejército dispuesto a la venganza. “Mai non sia inulto” es el aria de guerra de Creonte, reforzada con la sonoridad de los metales y una agresiva percusión. El efecto es atronador y los solos de las trompetas añaden un matiz bélico. Los últimos acordes sostenidos por un contundente redoble de timbales finalizan de manera grandiosa este acto.
3er Acto.

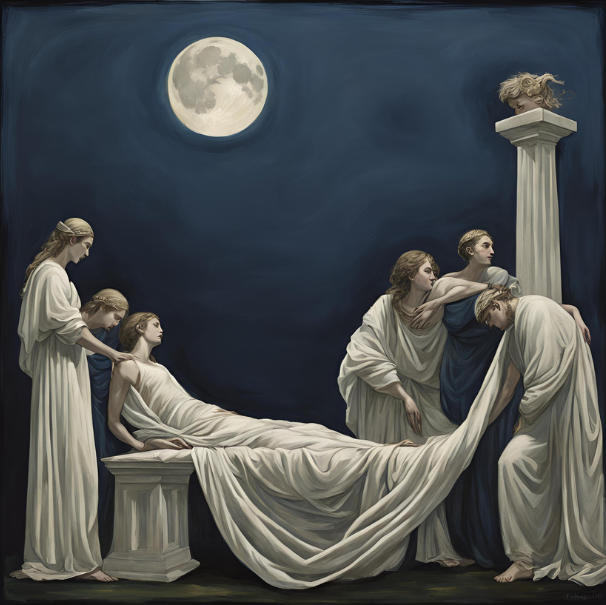
Cortejo fúnebre de Eurídice

La 1ª escena ilustra el cortejo fúnebre de Eurídice acompañado por los dos coros, femenino y masculino, en un número solemne en Mi b mayor en tempo Andante “Ah sposo infelice!” con la sonoridad de los clarinetes y las trompas subrayando una frase repetitiva, a modo de mantra, de carácter luctuoso, muy en la línea de los antiguos ritos fúnebres griegos. La música es conmovedora. Tras el coro viene un recitativo secco y de nuevo la repetición abreviada del coro, a la manera de Gluck

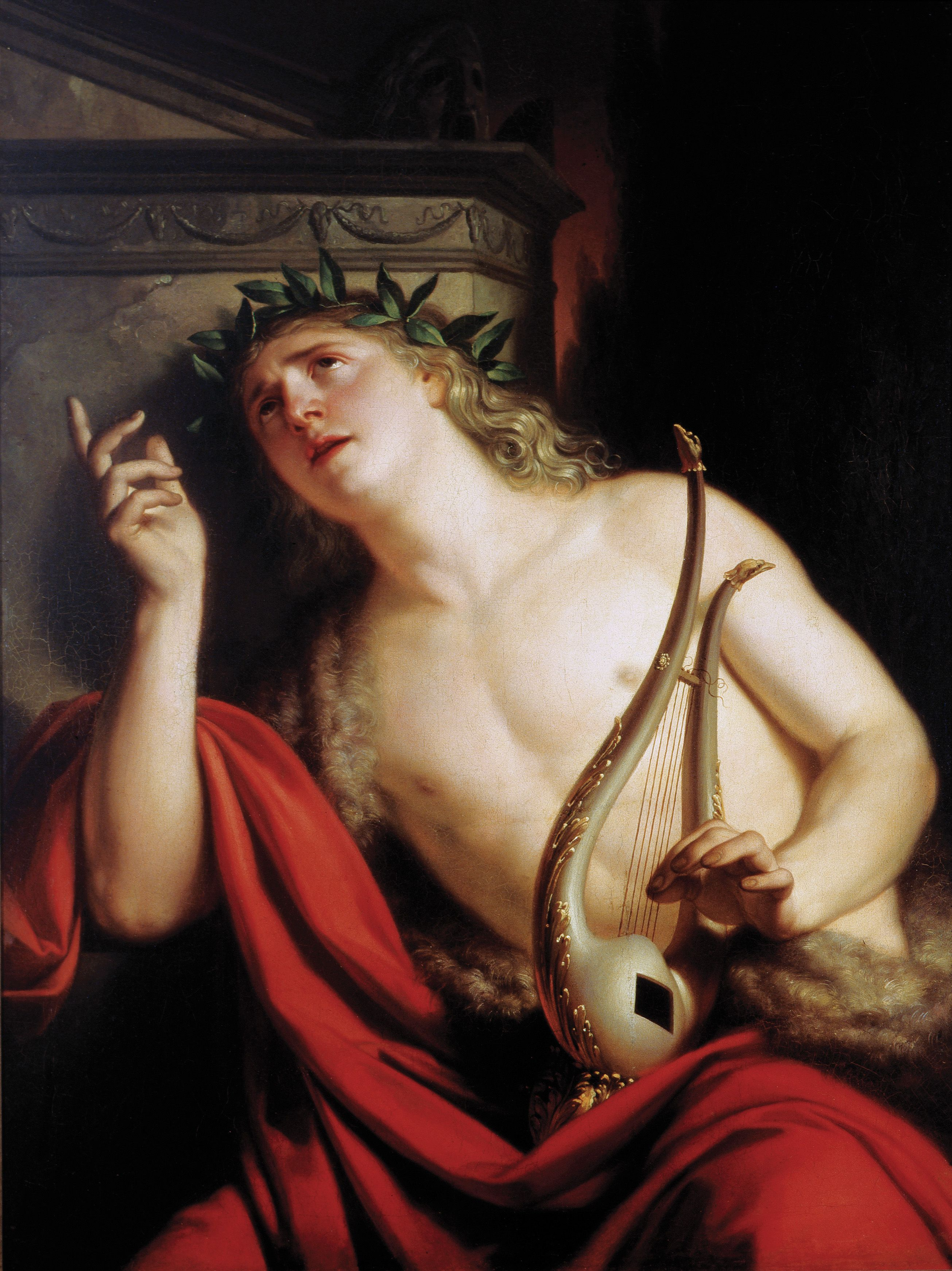
El Lamento de Orfeo, Franc Kavčič

Este recitativo tiene una importancia musical y dramatúrgica especial, es “el lamento” de Orfeo ante la última visión de su amada fallecida, con el único acompañamiento del clave y el violoncello; el efecto que produce este recitativo se debe no solo a las bellísimas frases melódicas de Orfeo, sino también a la sorprendente armonía en las que estas se apoyan; todo ello, más el sencillo acompañamiento, crea una sensación de profunda desolación. Como ya se dijo, vuelve de nuevo el coro anterior en versión breve y finaliza esta gran escena.
La 2ª escena corre a cargo de Creonte, consiste en un breve recitativo secco y la bella aria en La mayor “Chi spira e non spera”  con refinadas intervenciones de la flauta solista que intenta aportar luz al dolor de Orfeo. Creonte extrae la idea fundamental de la obra: es mejor morir que perder la esperanza en el amor y la alegría de vivir.

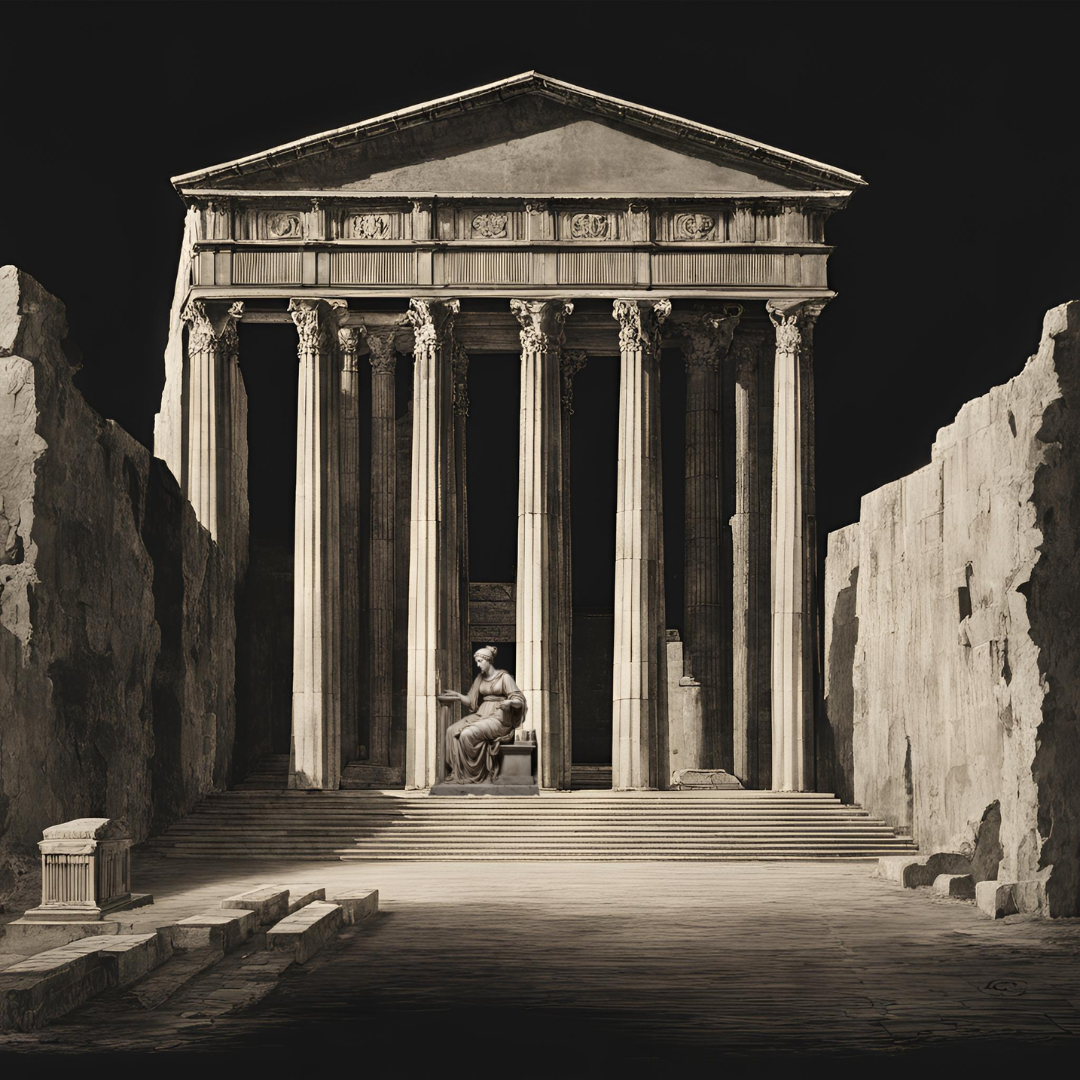
Templo del Oráculo y la sibila

3ª escena. Orfeo se dirige al Oráculo y pregunta a la Sibila por su esposa, aparece el misterioso personaje del Genio que aporta un rayo de esperanza y la posibilidad de volver a tener a Eurídice (una alusión clara a la resurrección), para ello se le requiere fortaleza, una fe sólida y cumplir las condiciones impuestas. La poderosa aria de bravura en Do mayor “Al tuo seno fortunato” es un “tour de force” para cualquier soprano que se enfrente a sus endiabladas coloraturas y sobreagudos. La sección central es muy importante para comprender la verdadera intención del autor que hay detrás de este asunto mitológico, la figura del Creador del Cielo y de la Tierra, que todo lo ve y que reina sobre todo, en una clara alusión al Dios Todopoderoso cristiano. La reexposición devuelve todo el tematismo a la tónica de Do mayor. Antes de la coda Haydn deja prevista una cadencia para la solista.
4ª escena. Recitativo y Coro en Re mayor. Tras un breve recitativo el acto acaba con una estructura similar al comienzo del mismo: Coro - Recitativo - Coro, fórmula que empleaba habitualmente Gluck en sus óperas serias. El Coro está reforzado con los metales y la percusión que le dan una sonoridad imponente. Es revelador que la letra haga alusión a "una sola esencia divina que adorar", un solo Dios. Simbólicamente el coro está en la tonalidad solar por excelencia, Re Mayor.
4º Acto.
Escena 1ª.

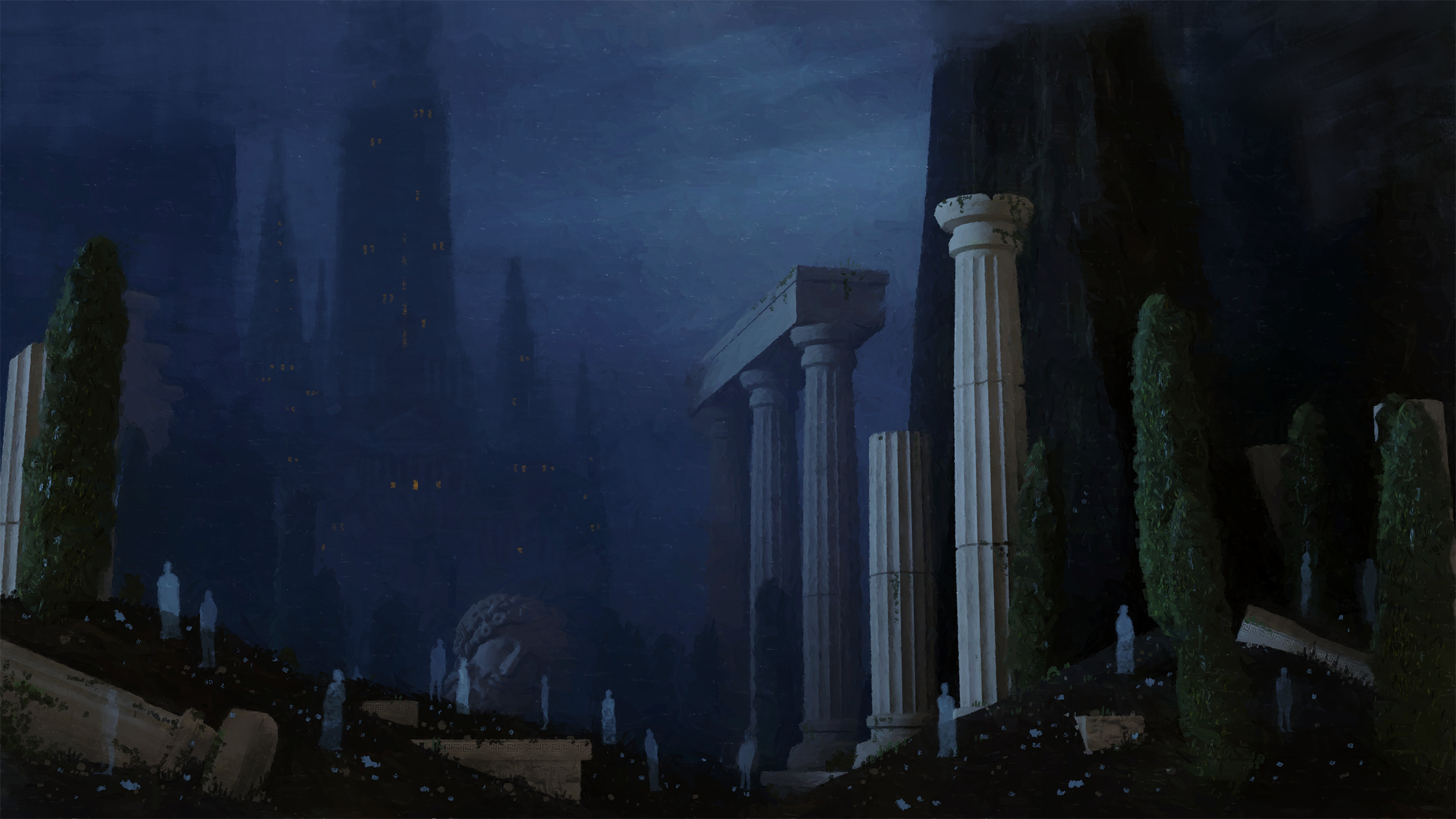
El reino de Hades, de Vishchun

La tonalidad de la muerte, Fa menor, envuelve el Coro de las sombras errantes. Orfeo, de la mano del Genio, desciende al Hades y presencia el canto doloroso de las almas perdidas que aún no han cruzado el río Lete. Este impactante y sombrío coro es una metáfora de aquellos que han rechazado el amor y por ello pasean sin rumbo como autómatas, de ahí que el compositor haya elegido el tempo Andante. La descripción del Hades o Infierno resulta impresionante.
En el recitativo siguiente el Genio relata quiénes son estas almas y acto seguido sube con Orfeo a la barca de Caronte para cruzar las aguas y adentrarse en el reino de Plutón.
Durante el viaje atraviesan los campos del infierno repletos de furias salvajes, se oyen alaridos, gritos, truenos y se producen grandes terremotos; todo lo anterior queda magistralmente trasladado a la música en el grandioso Coro en Re menor de “Las Furias” "Urli orrendi, disperati" en el que el coro de voces masculinas unido a una orquesta al completo (que despliega todo tipo de efectos sonoros) crean una escena terrorífica.
Escena 2ª. En un breve recitativo secco Orfeo implora piedad al dios Plutón, y el siguiente Coro masculino en Re mayor con trompetas y timbales anuncia el triunfo de Orfeo y la clemencia de Plutón.
Por fin Plutón en un recitativo declara que Orfeo, por su bello canto y su corazón puro, es merecedor de recibir de nuevo a su esposa y ascender al cielo limpio de los Campos Elíseos. 
Escena 3ª Los Campos Elíseos son descritos en un elegante Intermezzo instrumental para danza en Re mayor con la destacada sonoridad de las maderas.
El Genio, en su respectivo recitativo, coge de la mano a Eurídice para entregarla a Orfeo, este momento es celebrado por el Coro que festeja el acontecimiento cantando sobre la misma música del Intermezzo.

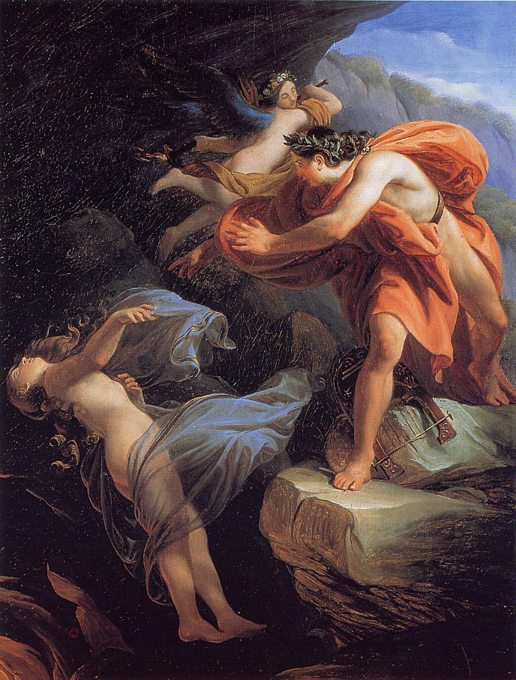
Eurídice retrocede al inframundo, de Enrico Scuri.

En el recitativo “Sovvengate la legge” el Genio advierte a Orfeo que cumpla el pacto acordado o perderá para siempre a su esposa. En un gesto de homenaje a Gluck el maestro austríaco transcribe el famoso tema del aria del Orfeo de 1762  “Che faró senza Euridice” para la reaparición de Eurídice. A punto de salir a los Campos Elíseos Orfeo vuelve su rostro a Eurídice y esta desaparece para siempre, mientras Orfeo queda atrapado de nuevo en el Infierno.
Escena 4ª. Es un grandioso monólogo de Orfeo, expresado en el agitado accompagnato "Perduto un'altra volta" y el aria "Mi sento languire" apasionada, rica en modulaciones románticas y colores orquestales muy contrastados en la que Haydn resume a la perfección el estado de desesperación y abatimiento del protagonista. 
Escena 5ª (confusamente considerada como 5º acto).
En el breve recitativo secco "Barbaro infido amore" Orfeo maldice el amor. Aparecen las míticas “Bacantes” entonando un Coro en La mayor en el que el segundo motivo temático alterna entre las sopranos y las altos creando un efecto hipnótico, que se verá reforzado por el juego contrapuntístico de un 3º motivo deambulando entre las maderas, el coro y las cuerdas. Con este efecto el autor consigue generar una imagen seductora de estas criaturas perversas. Le sigue el último recitativo secco en el que Orfeo ofende a las bacantes y renuncia al amor, estas le ofrecen un veneno mortal que Orfeo acepta (en clara alusión al tema cristiano de la aceptación de Jesucristo de su propio sacrificio). 
De nuevo las bacantes entonan el mismo Coro anterior que acaba transformándose en un siniestro accompagnato que desarrolla el último motivo descendente del coro; a partir de aquí el unísono de las cuerdas encarna el veneno que corre por las venas de Orfeo, la orquesta comienza a describir el efecto de éste en el cuerpo del personaje de manera realista con dramáticos estallidos a cargo de las cuerdas y las maderas. Cada nueva aparición del unísono trae consigo un debilitamiento del protagonista que se apoya en esporádicos acordes para expresar su estado vital, poco a poco los acordes van cediendo ante el oscuro unísono que a modo de serpiente termina adueñándose de la tétrica escena. 
Las últimas palabras de Orfeo, servidas con una música de una sencillez absoluta, resultan conmovedoras. Sobre los últimos compases del unísono las bacantes anuncian la muerte del “Cantor de Tracia”. Esta escena es sin duda un genial hallazgo dramatúrgico.
Un último contraste nos tiene reservado el autor con el Coro “Andiamo, amiche, andiamo”, con explosiones de júbilo de las vengativas Bacantes que resulta hiriente y casi cruel tras una muerte tan majestuosa, pero esta extraña alegría va a durar poco. Mientras las odiosas risotadas de estos seres infames se extinguen poco a poco en la lejanía, comienza a moverse desde el interior de la orquesta otro nuevo tenebroso y definitivo unísono que anuncia el impresionante Finale de esta ópera.

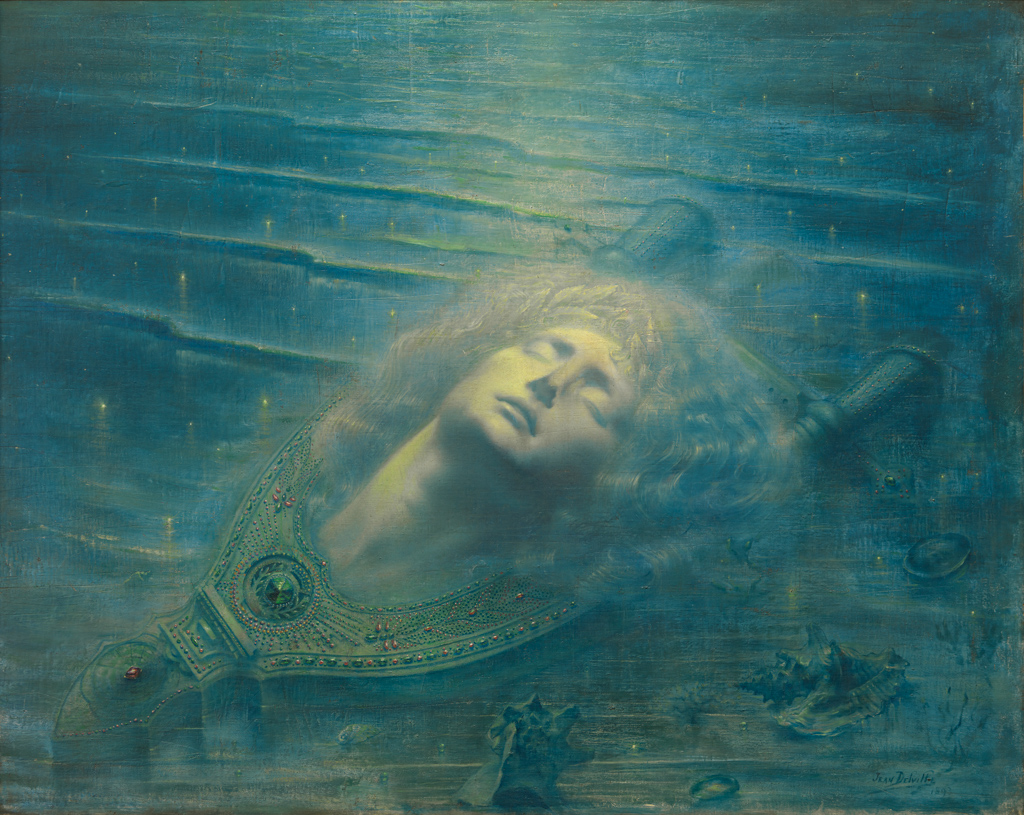
Muerte de Orfeo. Jean Delville (1893)

El Coro “Oh, che orrore!” en Re menor (tonalidad trágica por excelencia), en tempo Allegro, debuta con 7 compases de tenebroso murmullo de las cuerdas que empieza a romperse a partir del 5º compás con un súbito y violento crescendo que desemboca en el Forte del tutti y después en 3 violentos “fortíssimo, ff” seguidos de “piano, p” que preparan la definitiva entrada del Coro femenino en el sorprendente acorde de 7ª de Si b mayor (en realidad D/D de Re menor). Todo el Coro está salpicado de bruscos contrastes (sforzando sfz, forte piano fp, crescendo). Es una tormenta marina antológica que nos trae a la cabeza los pasajes similares de un Verdi en su última etapa. En los últimos compases la música se apaga poco a poco hasta convertirse en un último unísono acompañado de un siniestro redoble de timbales que acaba en pianissimo, pp. 
Este Finale es único en todo el s.XVIII, es también una clara anticipación romántica, como casi toda la ópera, y resume perfectamente la filosofía escondida bajo los pentagramas de esta música visionaria: La muerte de Orfeo no supone la victoria de las fuerzas del mal, demuestra que el amor es frágil y que hay que protegerlo. No hacerlo desemboca en la tragedia. La tormenta final es también interior, la ausencia de amor lo destruye todo. Al final no queda ni el Bien ni el Mal, solo la Nada…

## Instrumentación.
La partitura está orquestada para 2 Flautas, 2 oboes, 2 cornos ingleses, 2 clarinetes, 2 fagots, 2 trompas, 2 trompetas, 2 trombones, arpa, timbales, cuerdas, contiuo y Coro mixto.
- Datos: Q465544
- Multimedia: L'anima del filosofo / Q465544